# Dan Uggla
Pour les articles homonymes, voir Uggla.
Daniel Cooley Uggla (né le 11 mars 1980 à Louisville, Kentucky, États-Unis) est un joueur de deuxième but au baseball. Il évolue de 2006 à 2015 dans la Ligue majeure de baseball. 
Dan Uggla est invité au match des étoiles en 2006 et 2008, et a remporte le Bâton d'argent du meilleur joueur de deuxième but offensif de la Ligue nationale en 2010, des récompenses toutes reçues alors qu'il s'alignait avec les Marlins de la Floride.

## Biographie
Après des études secondaires à la Columbia Central High School de Columbia (Tennessee), Dan Uggla suit des études supérieures à l'Université de Memphis où il porte les couleurs des Tigers de Memphis de 1999 à 2001.  
Il est repêché le 5 juin 2001 par les Diamondbacks de l'Arizona au onzième tour de sélection. Il signe son premier contrat professionnel le 6 juin 2001. 

### Marlins de la Floride

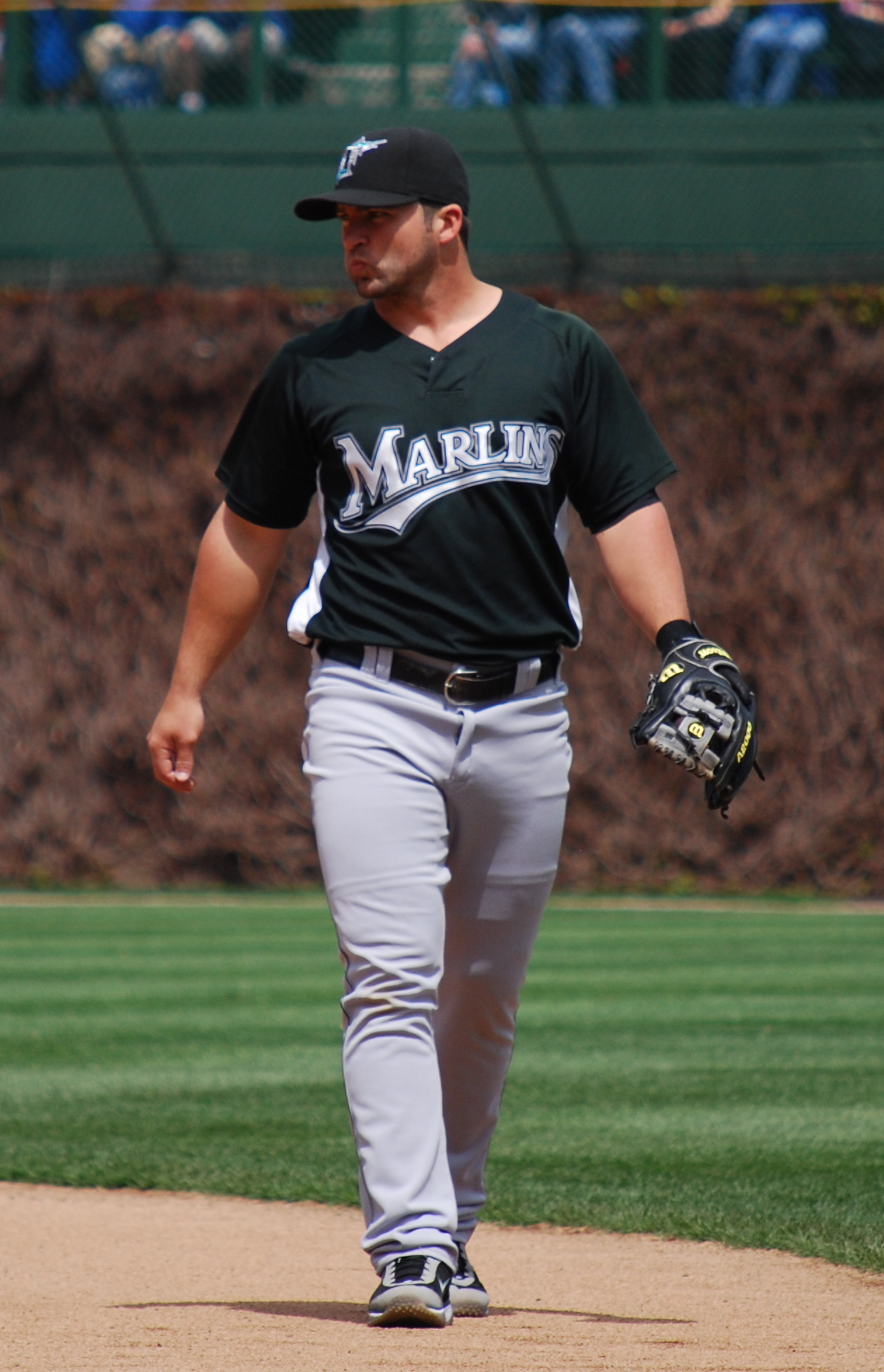
Dan Uggla en 2009 avec les Marlins de la Floride.

Encore joueur de Ligues mineures, Uggla est transféré chez les Marlins de la Floride le 8 décembre 2005 via le repêchage de règle 5. Il fait ses débuts en Ligue majeure le 3 avril 2006 avec les Marlins.
Sélectionné au match des étoiles 2006, il termine troisième vote désignant la meilleure recrue de l'année 2006 en Ligue nationale. Il honore une nouvelle invitation au match des étoiles en 2008.
En 2010, Uggla connaît sa meilleure saison en carrière avec des sommets personnels de 33 circuits, 169 coups sûrs et 105 points produits. Pour la première fois de sa carrière, on lui décerne le Bâton d'argent du meilleur joueur de deuxième but offensif de la Ligue nationale.
Avec 154 circuits en 5 saisons, il détient le record de franchise des Marlins jusqu'à ce qu'il soit battu par Giancarlo Stanton le 16 avril 2015.

### Braves d'Atlanta
Le 16 novembre 2010, les Marlins échangent Uggla aux Braves d'Atlanta en retour du joueur d'utilité Omar Infante et du lanceur de relève gaucher Mike Dunn.

#### Saison 2011
Le 5 juillet 2011, Uggla entreprend une série de matchs avec au moins un coup sûr. Le 10 août contre son ancien club, les Marlins, elle atteint 31 matchs, ce qui égale le record des Braves établi en 1970 par Rico Carty. Avec un coup de circuit le 12 août contre les Cubs, il allonge sa séquence à 32 parties, maintenant la plus longue par un joueur des Braves depuis le transfert de la franchise à Atlanta en 1966. La séquence se termine au 33e match, joué le 13 août. Avec ,340 de moyenne au bâton, dix coups de circuit et 21 points produits en août, il est nommé joueur du mois dans la Ligue nationale. 
Uggla termine 3e en 2011 dans la Ligue nationale avec 36 circuits, seulement 3 de moins que le meneur Matt Kemp. Il produit 82 points en 161 parties jouées mais sa moyenne au bâton subit l'effet de ses 156 retraits au bâton et chute à ,233. Il établit d'ailleurs le nouveau record de franchise des Braves pour les retraits au bâton, dépassant les 147 d'Andruw Jones durant la saison 2004.

#### Saison 2012
Uggla connaît une saison 2012 plus difficile avec une moyenne de puissance qui chute de ,453 l'année précédente à ,384. Son nombre de coups de circuit tombe de 36 à seulement 19. En 154 parties jouées, sa moyenne au bâton n'est que de ,220 mais il fait passer sa moyenne de présence sur les buts de ,311 à ,348 entre autres en menant la Ligue nationale pour les buts-sur-balles, avec 94 soutirés aux lanceurs adverses, le même nombre que Joey Votto chez les Reds de Cincinnati. Il honore à la mi-saison sa 3e sélection au match d'étoiles. Retiré sur des prises 168 fois, il bat cependant le record de franchise qu'il avait établi en 2011.

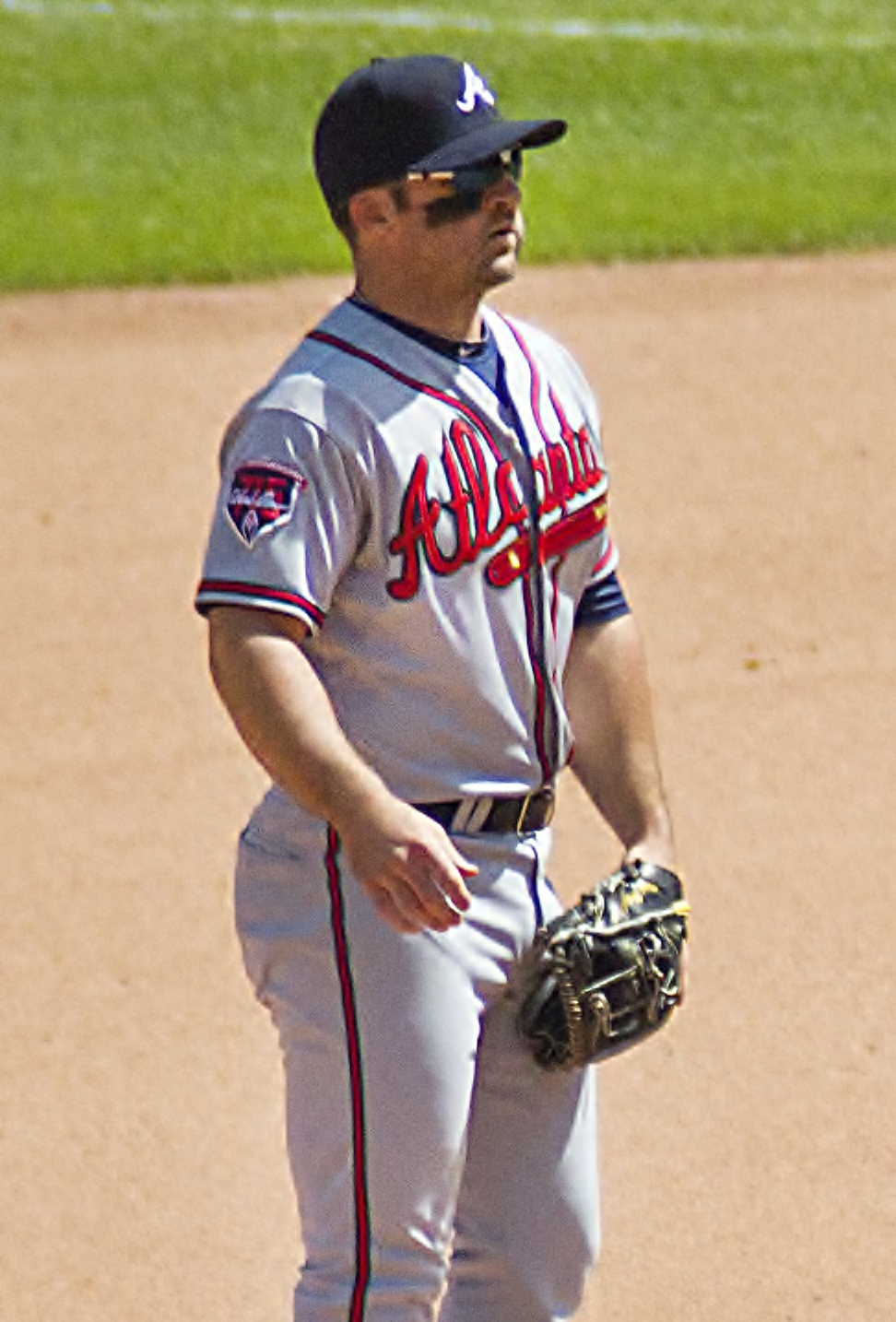
Dan Uggla en 2014 avec les Braves d'Atlanta.

Pour la première fois, Uggla participe à un match de séries éliminatoires : dans le match de meilleur deuxième, perdu par les Braves face aux Cardinals de Saint-Louis, il récolte un but-sur-balles et marque un point.

#### Saison 2013
Uggla connaît en 2013 une saison qualifiée d'« historiquement mauvaise. Il termine avec la plus basse moyenne au bâton (,179 en 537 passages au bâton) des joueurs des majeures. Il s'agit de la 33e fois seulement depuis l'année 1901 où un athlète qualifié pour le championnat des frappeurs n'élève pas sa moyenne au-dessus de ,190 . Il présente la 8e plus mauvaise moyenne offensive depuis 1901 et la pire depuis celle de ,179 de Rob Deer for Détroit en 1991. En 136 matchs, il présente ses plus bas pourcentage de présence sur les buts (,309) et moyenne de puissance (,362) en carrière. Malgré 22 circuits, 3 de plus que l'année précédente, il n'obtient au total que 80 coups sûrs. Pour la 3e année de suite, il bat le record de retraits sur des prises de la franchise des Braves, cette fois avec 171, c'est-à-dire 3 de plus qu'en 2012 malgré 18 matchs joués en moins.
Sans surprise, Uggla n'est pas ajouté à l'effectif des Braves pour les séries éliminatoires d'octobre 2013.  

#### Saison 2014
Les problèmes offensifs d'Uggla ne sont pas résolus en 2014 alors qu'après 48 matchs, il ne frappe que pour ,142 en 145 passages au bâton. Il est libéré par les Braves le 18 juillet 2014.

### Giants de San Francisco
Uggla signe un contrat des ligues mineures avec les Giants de San Francisco le 21 juillet 2014. Il apparaît dans 4 matchs des Giants et ne frappe aucun coup sûr en 12 passages au bâton, à la suite de quoi il est rapidement libéré. En 52 matchs au total pour Atlanta et San Francisco en 2014, Uggla n'obtient que 21 coups sûrs pour une moyenne au bâton de ,149.

### Nationals de Washington
En décembre 2014, il signe un contrat des ligues mineures avec les Nationals de Washington.

## Statistiques
| Saison | Équipe  | G   | AB   | R   | H   | 2B  | 3B | HR  | RBI | SB | BA   |
| ------ | ------- | --- | ---- | --- | --- | --- | -- | --- | --- | -- | ---- |
| 2006   | Floride | 154 | 611  | 105 | 172 | 26  | 7  | 27  | 90  | 6  | .282 |
| 2007   | Floride | 159 | 632  | 113 | 155 | 49  | 3  | 31  | 88  | 2  | .245 |
| 2008   | Floride | 146 | 531  | 97  | 138 | 37  | 1  | 32  | 92  | 5  | .260 |
| 2009   | Floride | 158 | 564  | 84  | 137 | 27  | 1  | 31  | 90  | 1  | .243 |
| 2010   | Floride | 159 | 589  | 100 | 169 | 31  | 0  | 33  | 105 | 4  | .287 |
| Totaux | Totaux  | 776 | 2927 | 499 | 771 | 170 | 12 | 154 | 465 | 19 | .263 |

Note : G = Matches joués ; AB = Passages au bâton; R = Points ; H = Coups sûrs ; 2B = Doubles ; 3B = Triples ; 
HR = Coup de circuit ; RBI = Points produits ; SB = Buts volés ; BA = Moyenne au bâton.